# Mount Terr Fallée
Der Mount Terr Fallée ist ein Hügel auf der karibischen Insel St. Lucia. Er liegt im Westen der Insel am Eingang zum Tal des Roseau River im Gebiet des Ortes Fond Manger.